# Lasse Andréasson

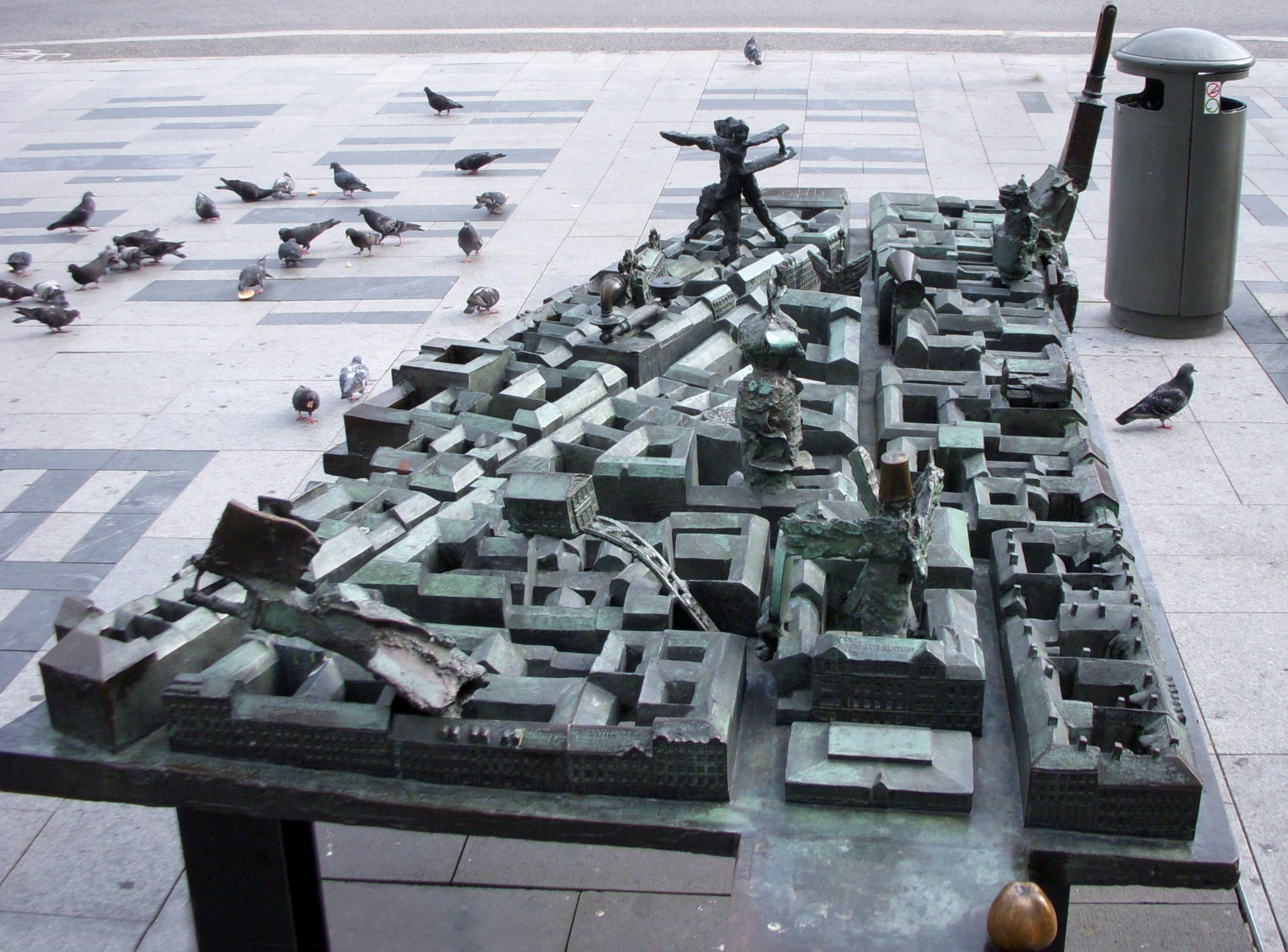
Skulpturen "Klara" i Stockholm.

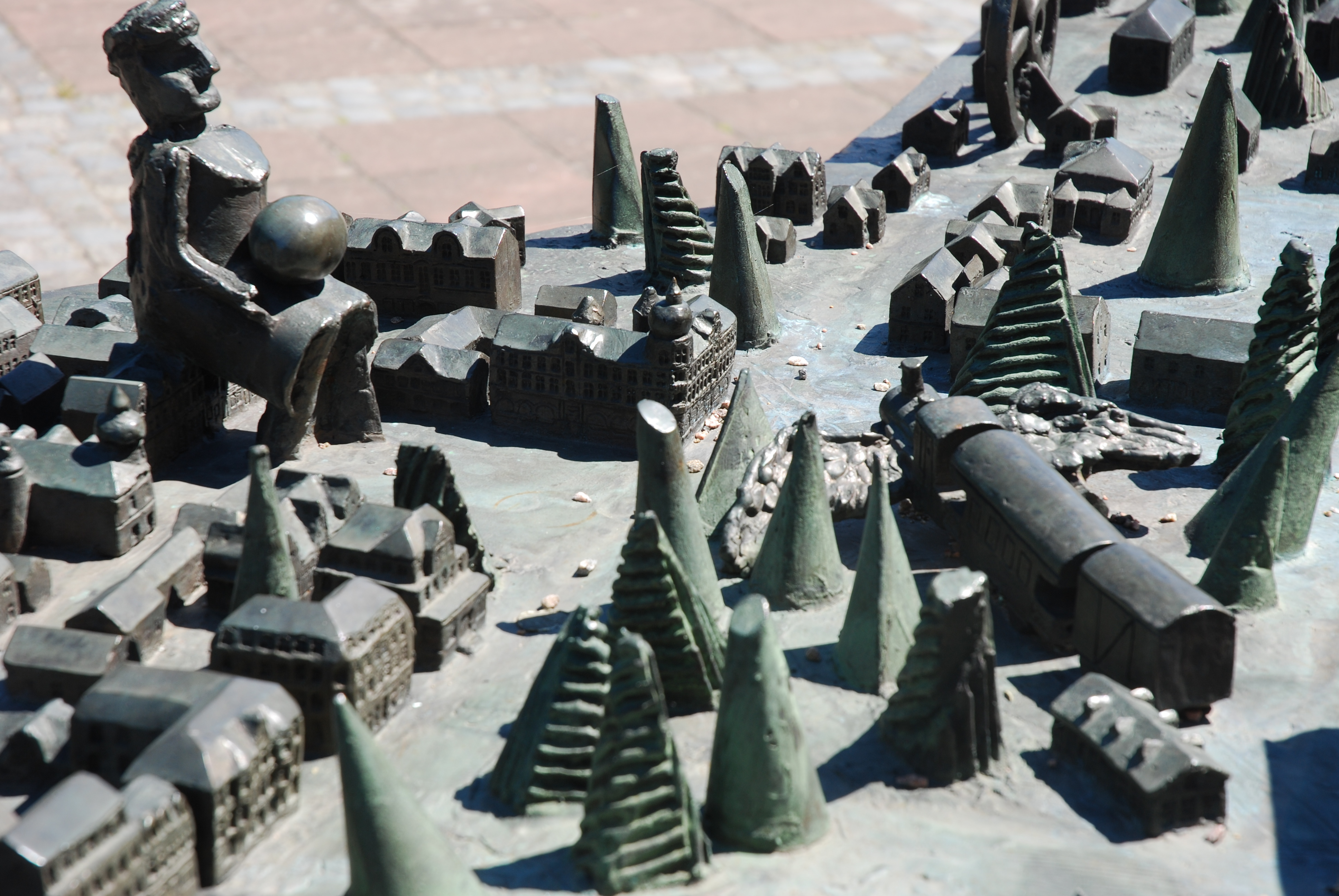
Detalj av skulptur av Ljungby stad, Ljungby.

Lars (Lasse) Anders Andréasson, född 27 mars 1924 i Annedal i Göteborg, död 3 augusti 2007 i Gerlesborg, Svenneby församling, var en svensk tecknare, målare och skulptör.
Lasse Andréasson växte upp i Göteborg och utbildade sig på Valands konstskola och på Konstfack eller Högre konstindustriella skolan i Stockholm. Han började arbeta mycket med textil, stora fria tredimensionella bilder, reliefer och textilskulpturer. Även trä och brons blev material han arbetade med. Han vann första pris i en tävling om utsmyckning av Åkeshovshallen, där han gjorde en offentlig utsmyckning. Han hade sin första separatutställning 1964 på Konstnärshuset i Stockholm. Han arbetade mycket med textil, stora fria tredimensionella reliefer i trä och brons men han var framför allt bildkonstnär med tempera som hans mest älskade material vilket resulterade i en bok om att måla tempera. 
Lasse Andréasson arbetade vid sidan av konstnärskapet som lärare på Kungliga Tekniska högskolan i Stockholm och senare på Konstfack i Stockholm. Andréasson är representerad vid Moderna Museet, Nationalmuseum, Göteborgs konstmuseum  och Kulturen. Han är begravd på Västra kyrkogården i Göteborg.

## Offentliga verk i urval
- Ljungby (1992), brons, Storgatan i Ljungby
- Klara (skulptur) (1980), brons, Sergels torg i Stockholm
- Ta ned solen i tunnelbanan, konstnärlig gestaltning av tunnelbanestation Masmo i Huddinge (1972), tillsammans med Staffan Hallström
- En stor väggmålning i stucco lustro (1957) på fondväggen i Åkeshovs sim- och idrottshall, Åkeshov i Stockholm
- Reliefer, koppar, i husfasad på Västra Trädgårdsgatan 8 i Stockholm

## Fotogalleri

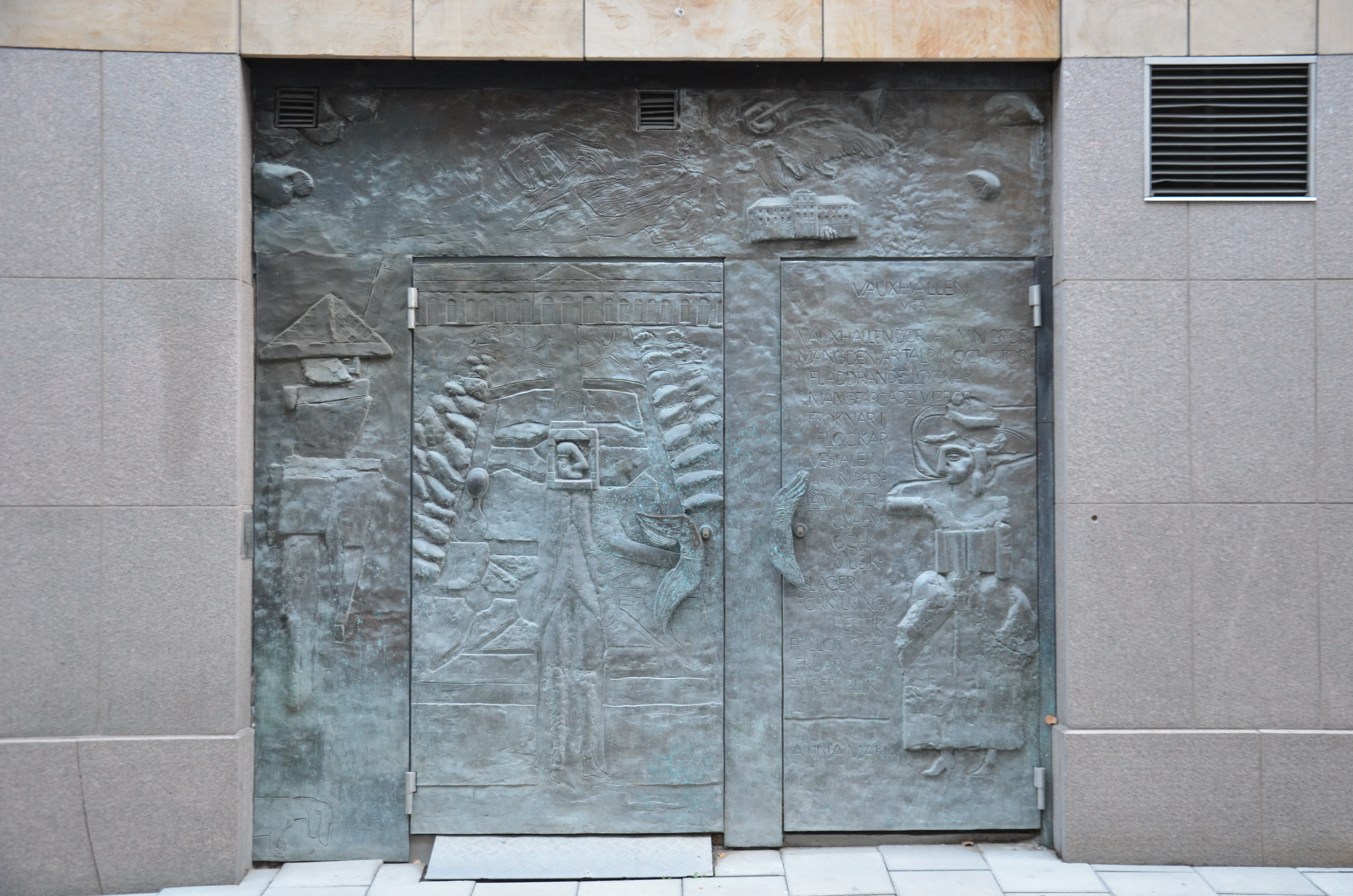
detalj av relief på Västra Trädgårdsgatan 8 i Stockholm
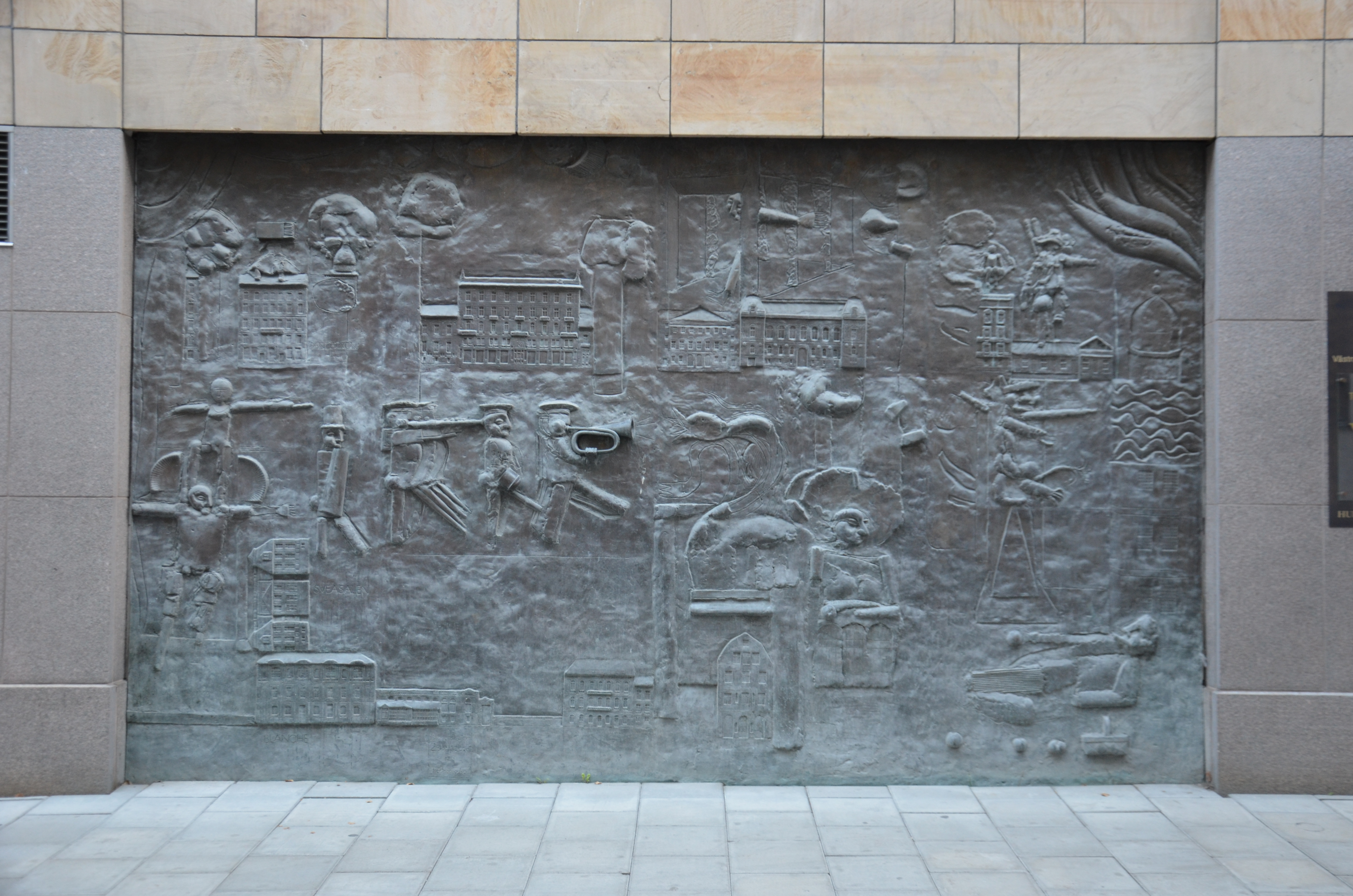
detalj av relief på Västra Trädgårdsgatan 8 i Stockholm
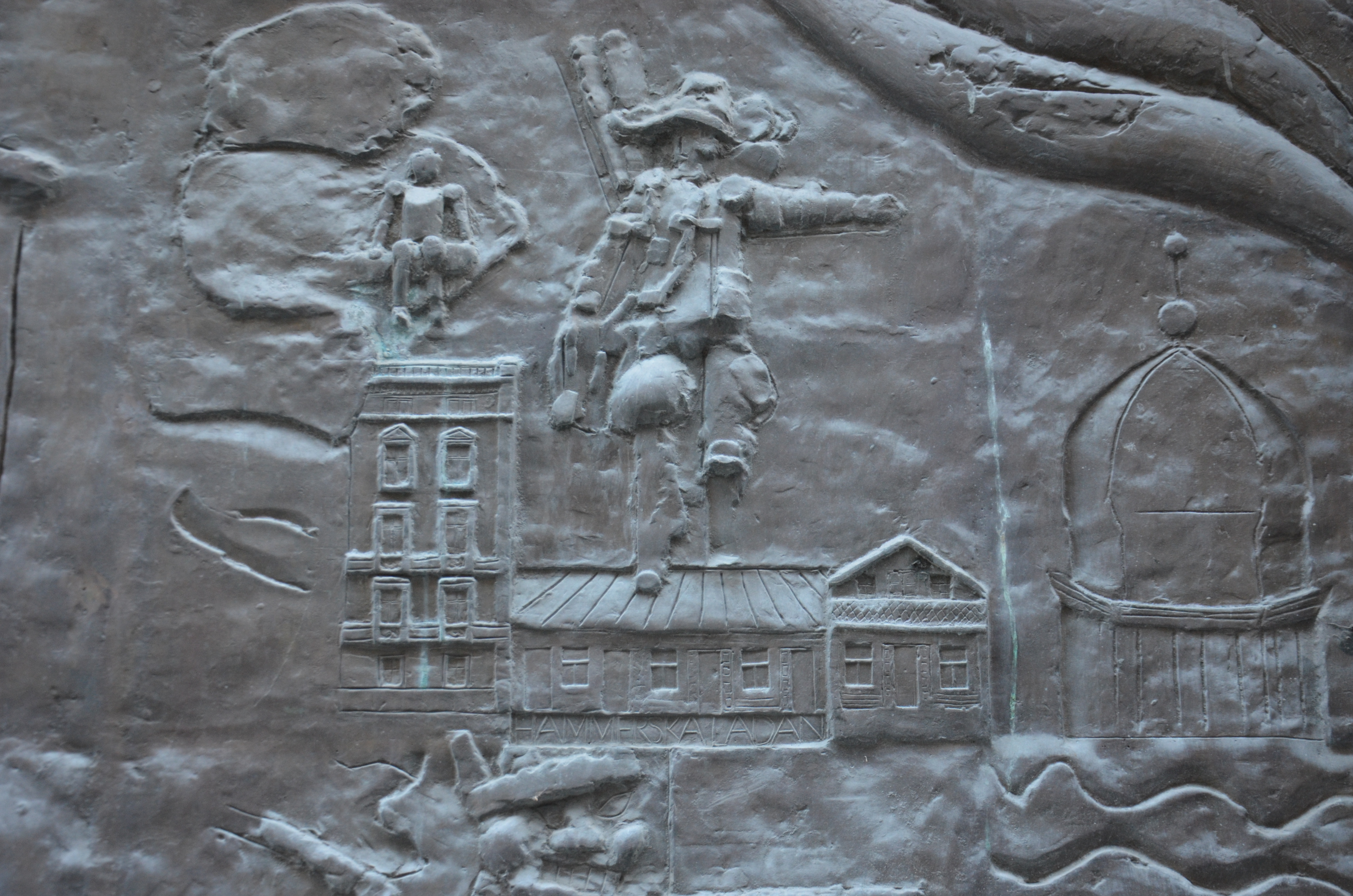
detalj av relief på Västra Trädgårdsgatan 8 i Stockholm
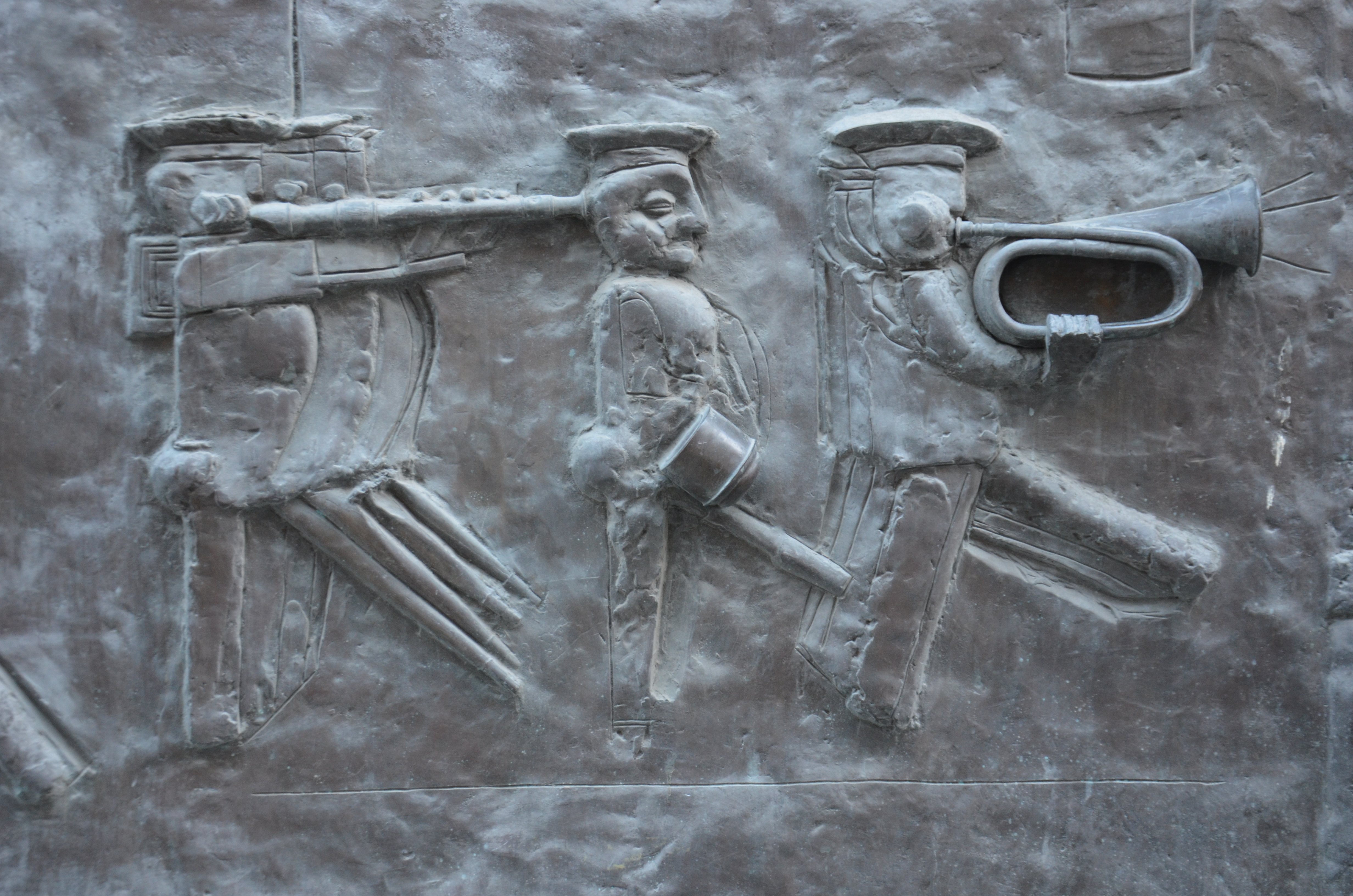
detalj av relief på Västra Trädgårdsgatan 8 i Stockholm